# Zólyomlipcse vára
A Zólyomlipcse vára (szlovákul: Ľupčiansky hrad, németül: Burg Liptsch) egy kastély Szlovákiában. 

## Fekvése
A vár a  Garam folyó jobb partján, a Zólyomlipcse falu feletti 375 m magas hegy tetején áll, 440 m. tengerszint feletti magasságban, az Alacsony -Tátra tövében, Besztercebányától keletre, Breznóbánya felé. Zólyom vármegyéhez tartozik,  szlovák neve: Lupciansky hrad

## A vár története
A zólyomi erdőispánság első említése 1222-ben történ, a Zólyomi nemzettség, a Balassa család őse viselte az ispáni címet. A zólyomi erdőispánság az Árpád-házi királyok magán vadászterülete volt, gyér számú lakossága látta el az erdő- és vadőrök szerepét.
Első említése 1250-ben történik Lypcsa néven, a Zólyomból Lipcsébe menő fontos útvonal kapcsán. Építése minden bizonnyal az 1241-42-es Batu kán vezette tatárjárás után kezdődött és a 13. század második felére befejeződött. Az Árpád-ház kihalása után egy bizonyos Doncs mester tesz kezet ,aki valószínűleg Csák Máté veje volt. Ő az aki a  mai formájára építette. 1306-ban Károly Róbert a magyar király hatalom megszilárdítása érdekében elfoglalta Demeter zólyomi ispántól és unokaöccsétől, Doncstól, ezután Csák Máté kezére jutott. 1314-ben ismét Doncs kaparintotta meg, majd rövidesen újra a király kezére jutott, akinek kedvelt székhelye lett. Károly Róbert  és Nagy Lajos is többször vadászott itt. 1338-ban végül Károly Róbert leváltotta Dancs mestert a zólyomi erdőispánság éléről, uradalmát feldarabolta és belőle létrehozta Zólyom, Liptó, Turóc és Árva vármegyéket.
1340 -ben a bányásztelepülés olyan szabadalmakat kapott Károly Róberttől mint szabad bíróválasztás, vásártartás, vámmentesség. 
1427-ben Zsigmond király feleségének, Cillei Borbálának adományozta. 1437. december 5. Zsigmond király a morvaországi Znaimban elfogatta, és Pozsonyba vitette feleségét, Cillei Borbálát, mert a királyné ellenezte Habsburg Albert osztrák herceg magyar trónutódlását.1438-ban Cillei Borbála kiszabadult a fogságából, cserébe lemondott összes birtokáról.
1439-ben a várat Habsburg Albert, feleségének, Erzsébetnek adományozta oda.
1440-ben Habsburg Albert király özvegye, Erzsébet, kiskorú fiának, V. Lászlónak biztosítani kívánta a hatalmat a magyar rendek által királlyá választott lengyel Ulászlóval szemben. Ennek érdekében Jan Jiskra huszita zsoldosvezért behívta az országba.
A husziták rövid idő alatt elfoglalták a Felvidék jelentős részét. Jiskra Zólyomlipcsét is elfoglalta rövid időre. Az elfoglalt várakat a husziták megerősítették és rablótanyává züllesztették, raboltak, fosztogattak. Egész vidékek néptelenedtek el, a helyi magyar és német lakosságot elpusztították, cseh és morva telepesek érkeztek Észak-Magyarországra. A husziták tevekénysége nagyon jelentős mértékben hozzájárultak Észak-Magyarország (a Felvidék/Felföld) elszlávosodásához.
1462-ben, Mátyás király a huszitákkal vívott 1458 óta tartó háborújának végén Jiskra hűséget fogadott neki és átadta a még uralma alatt tartott várakat. Ezután Jiskra Mátyás szolgálatában harcolt. 1464-ben Mátyás Horváth Damián és Péter uraknak adományozta.
1470-ben a várat Mátyás király Ernuszt János kincstárnoknak adományozta, de attól hűtlensége miatt visszavette, majd 1478-ban feleségének, Beatrixnak adományozta.
Mátyás 1490.-es halála után, felesége Beatrix a Nagylucsei (Dóczy) Orbán egri püspöknek adta, hogy az támogassa királynővé koronázását, de az végül II. Ulászlót támogatta.
1517. április 30.-án a Nagylucsei Domján, László és Gergely birtokvita miatt megtámadta Breznóbányát, kifosztották a templomot és rágyújtották a plébániát az oda menekült emberekre. II. Lajos elrendelte a Nagylucseiek fej és jószágvesztését, de azok a király embereit nem engedték birtokaik közelébe. 1523-ban végül a király megszüntette ellenük az eljárást.
A mohácsi csata és az ország két részre szakadása után 1531-ben a Ferdinánd-párti stájer Turm Kristóf foglalta el a Dóczyaktól. Buda 1541-es eleste és az ország három részre szakadása után 1567-ben Rubigallus (Rothan) Pál, gazdag selmecbányai nemesember kapta zálogba, majd 1572-től örökbe. 1573-tól reneszánsz építkezések folytak, majd 1590-ben visszakerült a kamarához. 1600-ban I. Rudolf Triebel Gáspárnak adta, aki az előző évben Morgentaler Fülöp zólyomi kapitánnyal a véglesi uradalom közelében szétverte a pusztító török csapatokat. Az 1604-1606 Bocskai-felkelés során 1605-ben Bocskai István hajdúi elfoglalták, ennek az 1606. június 23.-i Bécsi béke vetett véget.
1621-ben Széchy György adományba kapta, majd a lányával, Máriával kötött házasság révén Wesselényi Ferenc szerezte meg. 1667. március 27-én várában halt meg  a világtól visszavonultan Wesselényi Ferenc nádor, elkerülve ezzel a felelősségre vonást. Halála után 1668-ban Zichy Istváné lett.
1678. októberében Thököly Imre kuruc hada előtt a vár megadta magát, de a november 1-ei vesztes barsszentkereszti ütközet után elvesztették. 1679 pestisjárvány pusztitotta.1682-ben Thököly Imre Felső-Magyarország fejedelme lesz, de 1683-ban a törökök nem tudják elfoglalni Bécset, 1685-ben Thököly Imre török fogságba esik és a kuruc mozgalma bukása követi. 1686--Buda visszafoglalása és Magyarország felszabadítása után 1692 a várkápolna  barokk stilusban átalakul, a vár kincstári birtok lesz.
Az 1703-1711-es  Rákóczi-szabadságharc idején 1704/1705 körül, Rákóczy Ferenc Bercsényi Miklósnak adományozta. Az 1708. nov. 1.-i  trencséni kuruc vereség után Peyersberg gróf szállta meg az erődítményt.
Az 1867-es Kiegyezés után 1873-1930 között árvaházként működött.
Az első világháború utáni hazaárulás korszakában 1918. november - 1919. január közt  cseh megszállás alá kerül, amit a Trianoni béke szentesit.
1939-45 közt majd 1993 után a független Szlovákiánál maradt, a köztes időszakban csehszlovák megszállás alatt volt.

## Jelenlegi állapota
A vár mindvégig lakott volt, ma is teljes épségben áll, szociális otthonként működik. 2008-ban helyreállítási munkálatok kezdődtek meg.